# Enrico Cagna Cabiati
Enrico Cagna Cabbiati (Milano, 7 luglio 1912 – Città del Messico, 20 aprile 1972) è stato un compositore, arrangiatore e pianista italiano emigrato in Messico negli anni cinquanta.
Autore di musiche per film e componente di un duo pianistico Carta-Cabiati con un repertorio variabile dalla musica classica al jazz.

## Biografia
Enrico Cagna Cabiati nacque a Milano nel 1912.
Nel 1939, nelle sale cinematografiche italiane, uscì il film Ho visto brillare le stelle di cui era autore delle musiche. 
Nel 1943 uscirono due film: Apparizione e Harlem, quest'ultimo musicato con la collaborazione Willy Ferrero.
Lo stesso anno, dopo l'Armistizio di Cassibile, fu fatto prigioniero e internato. Prima fu a Biała Podlaska dove, intitolata a questo Stalag, compose una rapsodia per pianoforte e orchestra. Poi fu a Sandbostel dove scrisse canzoni sul retro bianco di un giornale ciclostilato dagli IMI dello Stalag e recuperate molto tempo dopo in un centro di documentazione di Berlino. Qui insieme a Pietro Maggioli, già organista della Chiesa Madre di Pesaro, si impegnò in un allestimento dell'opera in tre atti Ifigenia in Aulide di Gluck che tuttavia non andò mai in scena.
L'ultimo film italiano per cui Enrico Cagna Cabiati scrisse le musiche fu Trepidazione del 1946.
Nell'immediato dopoguerra formò un duo pianistico con Mario Carta, un altro pianista arrangiatore autore di musiche per film. Nel 1947 Il duo Carta-Cabiati, insieme ad un gruppo di musicisti italiani, è assunto dalla stazione radiofonica Yuz de Yuna nella capitale della Repubblica Dominicana sia per esibirsi che per insegnare musica. Qui ricoprì anche ruoli di direttore, arrangiatore e pianista solista e anche di valutatore.  Il duo pianistico Carta-Cabiati, insieme agli altri musicisti italiani, spalancò una finestra su un universo a cui migliaia di radioascoltatori di quel Paese non avevano mai avuto accesso.
Emigrato in Messico continuò la sua attività scrivendo musiche per centinaia tra film, documentari e serie televisive. Tra i film si ricordano Neutrón, el enmascarado negro (1960), Rostro Infernal (1962), La camara del terror (1968), Operation 67 (1967), Alien terror (1968), Santana il killer dal mantello nero (1972), La vida de Nuestro señor Jesucristo (1986)
È stato sposato con Benedicta Hernández e Clariel Victoria Bertolo Grace. Morì a Città del Messico all'età di 60 anni per insufficienza respiratoria

## Discografia
- ? - Recital a dos pianos por Mario Carta - Enrico Cagna Cabiati, Panart LP 309, Vinile, Latin classical.[11]
- 1955 - duo Carta-Cabiati, Tico Tico / Playera, Single[12]
- 1955 - duo Carta-Cabiati, El manisero/Arrímate cariñito, Single[12]
- 1955 - duo Carta-Cabiati, Un poquito de tu amor / Oye Negra, Single[12]
- 1955 - duo Carta-Cabiati, La comparsa / Bésame mucho, Single[12]
- 1955 - duo Carta-Cabiati, Baltasar tiene un pollo / Danza negra, Single[12]
- 1956 - duo Carta-Cabiati, Tropicana Vol. 1, King Records(3) - KEP-359, Vinile 7 45 RPM, EP, US, Jazz, Latin Jazz[13]
- ? - Enrico Cabiati, Pianos gemelos, LP, Jazz[12]
- 1958 - Cabiati e la sua orchestra, Fantastic Mexico, Vinile LP,[12]

## Brani ascoltabili
- (ES) Mario Carta y Enrico Cagna Cabiati, dúo de pianos., Polonesa, (la bemol) / Chopin. Claro de luna / Claude Debussy, su Biblioteca digital Ispanica.
- Mario Carta Y Enrico Cabiati La Comparsa, su YouTube. URL consultato il 10 maggio 2023.
- duo Carta-Cabiati, Baltasar tiene un pollo, su The Strachwitz Frontera from Mexical and Mexical American Recordings, frontera.library.ucla.edu. URL consultato il 6 maggio 2023.
- duo Carta-Cabiati, Danza negra, su The Strachwitz Frontera from Mexical and Mexical American Recordings, frontera.library.ucla.edu. URL consultato il 6 maggio 2023.
- (ES) Alerta...Alta Tension (1969) music by Enrico C. Cabiati, su YouTube. URL consultato il 10 maggio 2023.
- (ES) Enrico C. Cabiati - Historia de un canalla, su YouTube. URL consultato il 10 maggio 2023.
- (ES) Nicolas Urcelay (tema), No Te Importe Saber, su YouTube. URL consultato il 10 maggio 2023.